# DTM-Junior-Team
Das DTM-Junior-Team ist ein ehemaliges Rennteam, welches von Mercedes-Benz zwischen 1993 und 1994 in der Deutschen Tourenwagen-Meisterschaft eingesetzt wurde.
Alexander „Sandy“ Grau und Stig Amthor waren die einzigen in Rennen eingesetzten Fahrer des Teams in beiden Saisons. Beim Saisonfinale 1993 auf dem Hockenheimring sollte ursprünglich auch Heinz-Harald Frentzen eingesetzt werden, jedoch war seine Rennlizenz noch in Japan, da Frentzen zu dieser Zeit bei der Formel Nippon an den Start ging. 
Am Start waren 1993 Fahrzeuge vom Typ AMG-Mercedes 190E 2.5-16 Evo II sowie 1994 190E Klasse 1.
Das beste Rennergebnis war ein sechster Platz beim zweiten Lauf auf der Berliner AVUS 1993.